# The Toymaker, the Doll and the Devil
The Toymaker, the Doll and the Devil è un cortometraggio muto del 1910 diretto da Edwin S. Porter su un soggetto di Bannister Merwin. Prodotto dalla Edison, il film aveva come interpreti Robert Brower e, nel ruolo della bambola, Mabel Trunnelle.

## Produzione
Il film fu prodotto dalla Edison Manufacturing Company.

## Distribuzione
Distribuito dalla General Film Company, il film - un cortometraggio in una bobina - uscì nelle sale cinematografiche statunitensi il 18 novembre 1910.